# Rise, O Voices of Rhodesia
Voices of Rhodesia o, più comunemente, Rise, O Voices of Rhodesia è stato l'inno nazionale della Rhodesia e del successivo Zimbabwe Rhodesia tra il 1974 ed il 1979. Fu adottato durante gli anni d'isolamento internazionale della Rhodesia a seguito della dichiarazione unilaterale d'indipendenza dal Regno Unito firmata nel 1965 dal primo ministro Ian Smith. La melodia utilizzata è quella dell'Inno alla gioia, quarto movimento della nona sinfonia di Ludwig van Beethoven. La musica usata nell'inno era un arrangiamento originale di sedici battute composta dal capitano Ken MacDonald, il capobanda dei Rhodesian African Rifles, ed il concorso nazionale organizzato dal governo per trovare un testo adatto alla melodia fu vinto da Mary Bloom.
Nonostante la dichiarazione unilaterale d'indipendenza della Rhodesia dal Regno Unito consegnata l'11 novembre 1965, il Paese rivendicava ancora la propria lealtà verso la regina Elisabetta II come capo di Stato dichiarato e mantenne quindi God Save the Queen come proprio inno nazionale. In seguito alla dichiarazione ufficiale della forma repubblicana dello Stato avvenuta nel 1970 però, la Rhodesia abbandonò numerosi simboli relativi alla monarchia britannica, primo fra tutti l'inno nazionale. Tale rimozione causò un'assenza d'un inno nazionale ufficiale nell'autoproclamatasi nazione che perdurò sino al 1974, anno in cui venne adottato l'inno Voices of Rhodesia. L'inno nazionale venne dismesso nel 1979, data in cui il Regno Unito riprese provvisoriamente il controllo del Paese in attesa del riconoscimento a livello internazionale, giunto cinque mesi dopo, dell'indipendenza dello Zimbabwe. 
A causa dell'utilizzo ufficiale della famosa melodia di Beethoven da parte della Rhodesia, l'esecuzione dell'Inno alla gioia nello Zimbabwe moderno rimane un qualcosa di controverso.

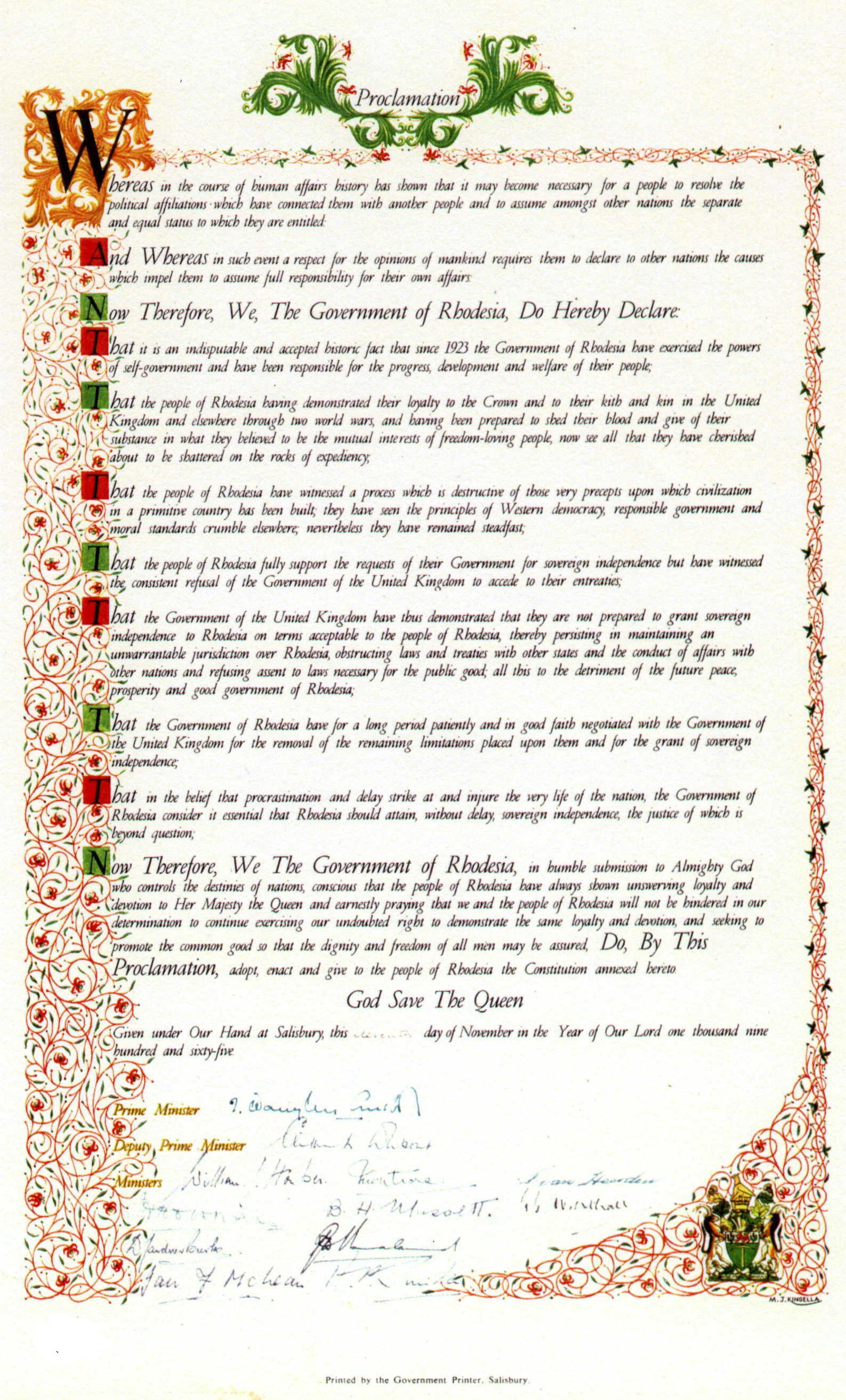
Testo integrale della dichiarazione unilaterale di indipendenza della Rhodesia dal Regno Unito

## Storia

### Contesto
Una disputa sui termini per la concessione della piena sovranità alla colonia autogovernante di Rhodesia portò il governo, prevalentemente di minoranza bianca e guidato dal primo ministro Ian Smith, a dichiarare unilateralmente l'indipendenza dal Regno Unito l'11 novembre 1965. Poiché il Governo di Sua Maestà non riconosceva l'indipendenza a nazioni rette da una minoranza bianca, questa dichiarazione non venne riconosciuta e causò l'imposizione di sanzioni economiche alla Rhodesia da parte del Regno Unito e delle Nazioni Unite. 
Per il governo di Smith, la regina Elisabetta II manteneva il titolo di "Regina di Rhodesia", e God Save the Queen rimase l'inno nazionale rhodesiano. Sebbene l'intento fosse quello di dimostrare la fedeltà della Rhodesia alla regina, il mantenere un brano associato al Regno Unito nel bel mezzo della contesa costituzionale anglorhodesiana diede presto alle celebrazioni dello stato rhodesiano "un tono vagamente ironico" secondo le parole del Times. 

### Adozione come inno nazionale
In concomitanza con l'adozione della nuova bandiera bianco verde nel novembre 1968, il governo rhodesiano cominciò a muoversi per cercare un nuovo inno nazionale, ma bisognerà aspettare sei anni prima che questo venga trovato. L'inno reale britannico rimase quindi di fatto in uso sino al giugno 1969, data in cui l'elettorato votò a favore della forma repubblicana dello stato, pur rimanendo formalmente l'inno ufficiale fino al marzo 1970, data in cui la repubblica venne ufficialmente proclamata causando l'abbandono di numerosi riferimenti alla Corona britannica. La Repubblica di Rhodesia rimase quindi senza inno sino al 28 agosto 1974, giorno in cui veniva adottato quale inno nazionale l'Inno alla gioia di Beethoven. Tale scelta mise in imbarazzo il governo laburista britannico, i cui membri dovevano ora rispettare una melodia associata alla Rhodesia quando partecipavano alle funzioni ufficiali europee (l'Inno alla gioia era infatti divenuto l'inno europeo nel 1972). Selezionata la melodia, il governo rhodesiano mise in palio 500 dollari rhodesiani (pari a circa 1.000 dollari statunitensi) per un concorso avente come fine la scrittura d'un testo per l'inno nazionale. La paroliera vincitrice fu confermata il 24 settembre 1974: si trattava di Mary Bloom, dirigente d'azienda, critica musicale e poetessa di Gwelo (odierna Gweru) trasferitasi dal Sudafrica nel 1947. Ella intitolò la sua opera "Voices of Rhodesia", ma il primo verso completo, "Rise, O Voices of Rhodesia", entrò infine nel linguaggio comune come titolo della canzone.
Sebbene fosse poco soddisfatto della scelta, il Consiglio d'Europa non poté opporsi alla decisione rhodesiana d'adottare quale base musicale del proprio inno nazionale l'inno alla gioia, in quanto il diritto d'autore su quest'ultimo era decaduto rendendo la musica di pubblico dominio. Tuttavia, il Consiglio annunciò che se la Rhodesia avesse usato lo stesso arrangiamento del Consiglio d'Europa, l'autore di quella partitura, Herbert von Karajan, avrebbe avuto motivo di presentare un'azione legale per plagio. Tale incidente venne evitato quando la Rhodesia adottò un arrangiamento originale di sedici battute realizzato dal capitano Ken MacDonald, capobanda dei Rhodesian African Rifles. L'esibizione strumentale inaugurale dell'inno a Salisbury (odierna Harare) provocò reazioni contrastanti: alcuni furono entusiasti, incluso un sergente musicista di colore che disse con orgoglio al Rhodesia Herald che "è proprio come God Save Our Gracious Queen", mentre molti altri furono delusi dal fatto che il governo non avesse commissionato una melodia originale. Rhys Lewis, critico musicale dell'Herald, scrisse d'essere rimasto "stupito" dalla scelta del governo, scelta che secondo lui non solo non era originale, ma era anche così associata alla fratellanza sovranazionale da rischiare di rendere la Rhodesia, isolata a livello internazionale, oggetto di scherno. Phinias Sithole, capo dell'African Trade Union Congress (una federazione sindacale nera rhodesiana), commentò di non credere che la maggior parte dei neri del Paese si sarebbe identificata con una canzone scelta mentre le persone della loro etnia rimanevano in gran parte assenti ai vertici del governo.
Gli osservatori internazionali non rimasero invece impressionati; il giornalista britannico Richard West, sottolineando che i bianchi rhodesiani erano "notoriamente filistei", chiese "come si potrebbe non... dimenarsi per l'imbarazzo quando la sera la TV finisce con l'inno nazionale rhodesiano sulle note della Sinfonia corale di Beethoven?".

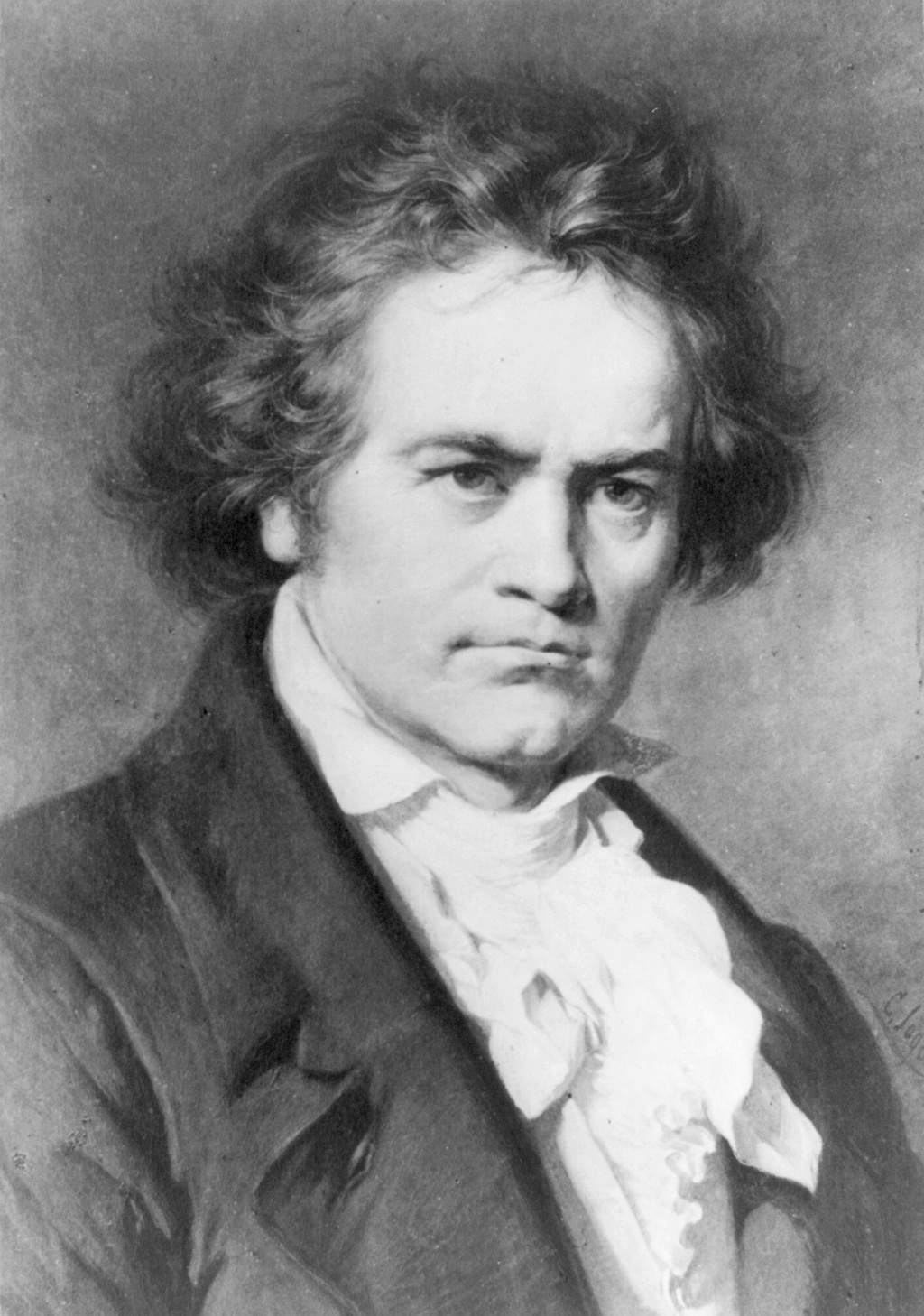
L'inno rhodesiano utilizzava una melodia composta nel 1824 da Ludwig van Beethoven (nella foto)

## Testo

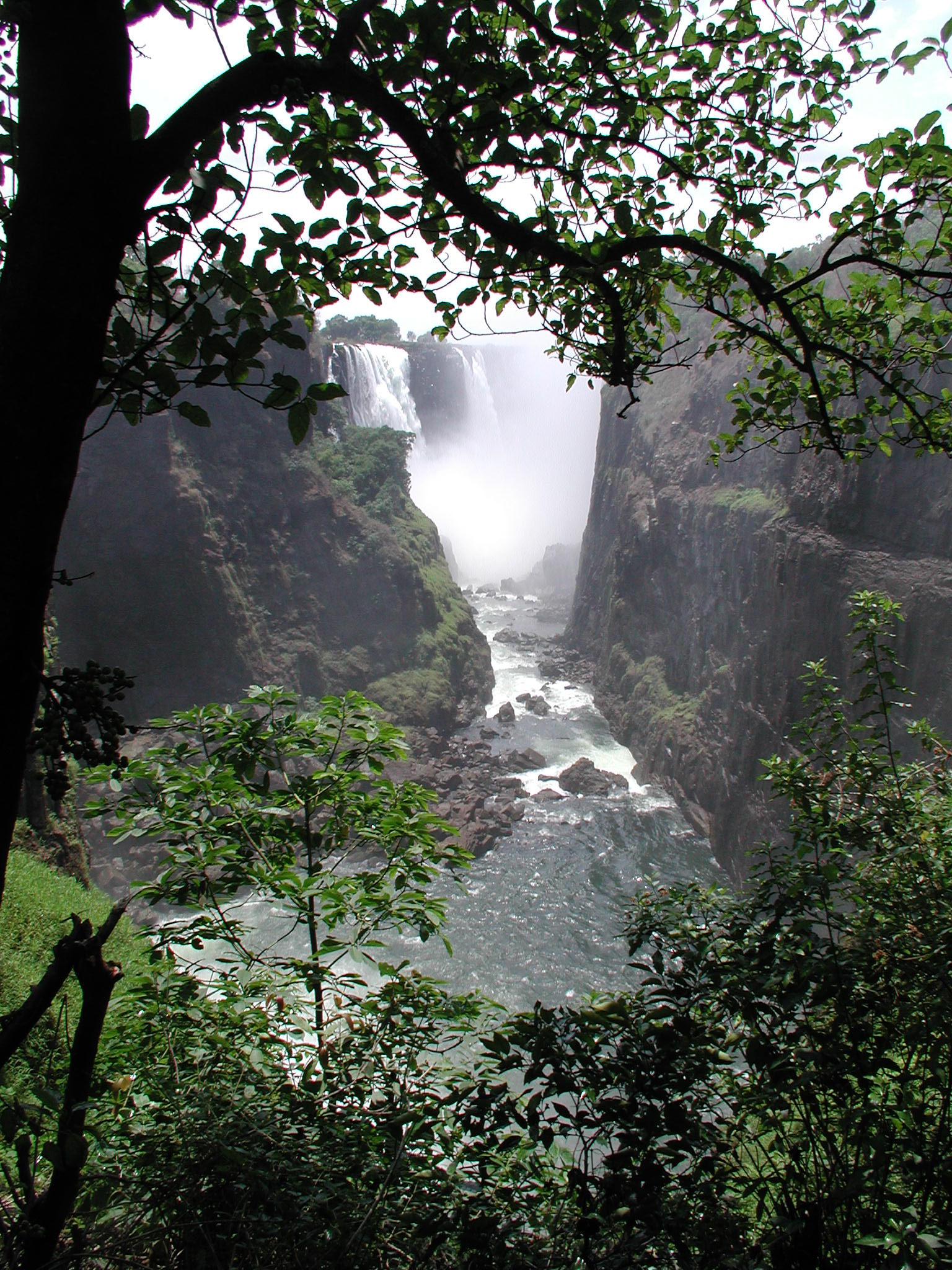
Le cascate Victoria. Lo storico JL Fisher scrive che uno dei temi principali dei testi è il "magnifico paesaggio" del Paese

Il testo ufficialmente adottato era il seguente:
Rise O voices of Rhodesia,
God may we thy bounty share,
Give us strength to face all danger,
And where challenge is, to dare.
Guide us, Lord, to wise decision,
Ever of thy grace aware.
Oh, let our hearts beat bravely always
For this land within thy care.
Rise O voices of Rhodesia,
Bringing her your proud acclaim,
Grandly echoing through the mountains
Rolling over far flung plain
Roaring in the mighty rivers
Joining in one grand refrain
Ascending to the sunlit heavens
Telling of her honoured name

## Passaggio in disuso e uscita dall'eredità culturale

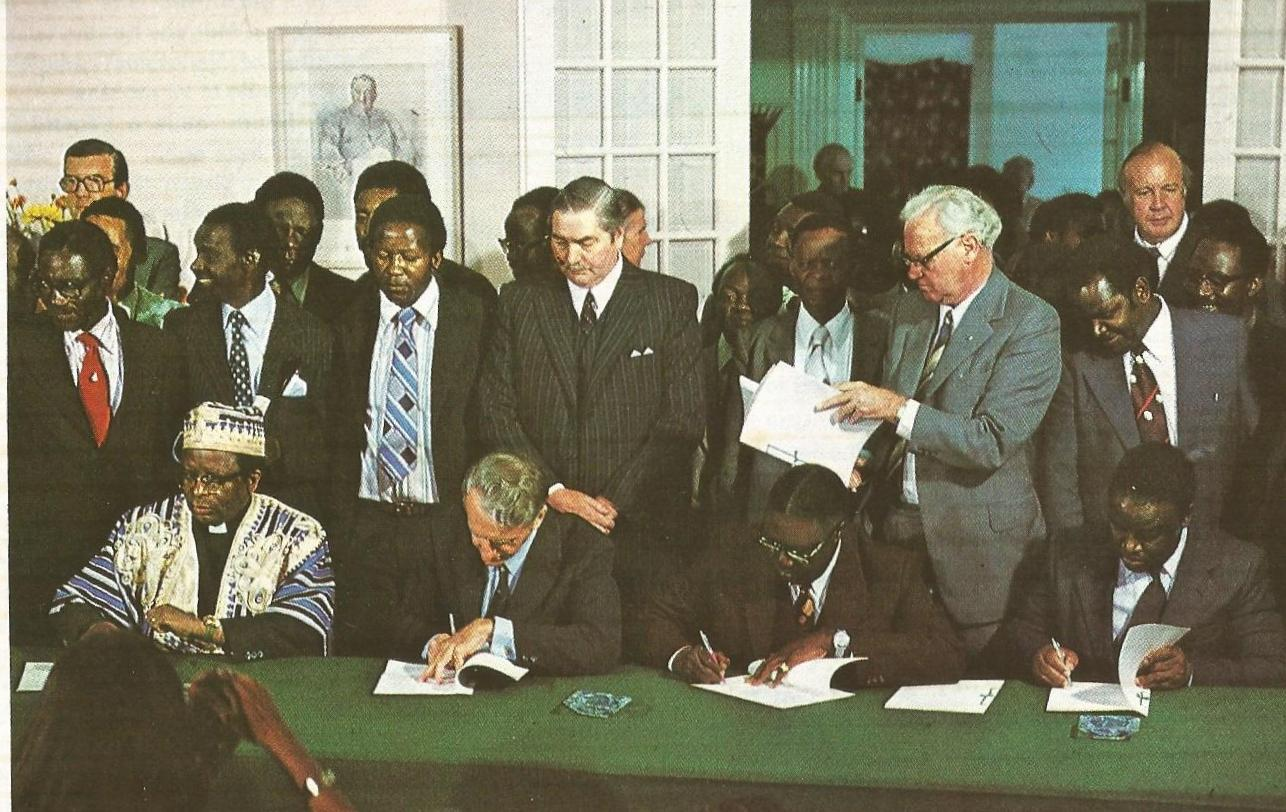
Firma di accordi in Rhodesia nel 1978

Voices of Rhodesia rimase in uso ufficiale per tutta la storia della Rhodesia e dello Zimbabwe Rhodesia. L'inno nazionale rimase invariato anche il 12 dicembre 1979, data in cui lo Zimbabwe Rhodesia passò sotto il controllo del Regno Unito, ancora una volta come Rhodesia Meridionale, in attesa che l'indipendenza venisse riconosciuta a livello internazionale. Giunto il riconoscimento internazionale nell'aprile 1980, i territori divennero indipendenti nel nuovo stato denominato Zimbabwe, il quale mutò inno nazionale dismettendo Voices of Rhodesia. 
A causa della sua presenza nell'inno Voices of Rhodesia, l'utilizzo dell'Inno alla gioia è tuttora motivo di controversie nello Zimbabwe. Quivi, ad esempio, la sua esecuzione annuale presso le ambasciate straniere in occasione della Giornata dell'Europa causò inizialmente disappunto ai funzionari del governo dello Zimbabwe, i quali, secondo la storica Josephine Fisher, non era stato precedentemente a conoscenza dell'uso della canzone da parte del Consiglio d'Europa. Durante gli anni '80, Derek Hudson, il direttore di lunga data della Bulawayo Philharmonic Orchestra, ebbe notevoli difficoltà a ottenere il permesso ufficiale per la prima esecuzione nello Zimbabwe della Nona Sinfonia di Beethoven. Alla fine riuscì a farlo eseguire, ma solo dopo lunghe trattative con le autorità. 
Quando l'Inno alla gioia fu incluso in un assolo d'organo per una raccolta fondi tenuta da una chiesa di Harare nel Natale del 1994, provocò proteste rabbiose da parte di alcuni partecipanti.